# Frilihorn
Frilihorn är en bergstopp i Schweiz.   Den ligger i distriktet Sierre och kantonen Valais, i den södra delen av landet, 90 km söder om huvudstaden Bern. Toppen på Frilihorn är 3 124 meter över havet, eller 222 meter över den omgivande terrängen. Bredden vid basen är 2,6 km.
Terrängen runt Frilihorn är huvudsakligen mycket bergig. Närmaste större samhälle är Sierre, 16,8 km nordväst om Frilihorn. 
Trakten runt Frilihorn består i huvudsak av gräsmarker. Runt Frilihorn är det ganska glesbefolkat, med 34 invånare per kvadratkilometer.